# سیب خودروی اروپایی
سیب خودروی اروپایی(به انگلیسی: Malus sylvestris) یک گونه از سیب است که بومی اروپا از جنوب، اسپانیا, ایتالیا و یونان تا شمال، اسکاندیناوی و روسیه است. نام علمی آن به معنی «سیب جنگلی» است. 